# Drevant
Drevant è un comune francese ,di 596 abitanti, situato nel dipartimento del Cher, nella regione del Centro-Valle della Loira.

## Società

### Evoluzione demografica
Abitanti censiti